# Páhi
Páhi je selo u središnjoj Mađarskoj.
Zauzima površinu od 38,96 km četvornih.

## Zemljopisni položaj
Nalazi se u regiji Južni Alföld, na 46°43' sjeverne zemljopisne širine i 19°24' istočne zemljopisne dužine. 

## Upravna organizacija
Upravno pripada kireškoj mikroregiji u Bačko-kiškunskoj županiji. Poštanski broj je 6075.

## Promet
Nalazi se na kečkemetskoj uskotračnoj pruzi.

## Stanovništvo
U Páhiju živi 1260 stanovnika (2002.). 

## Vanjske poveznice
- (mađ.) Hivatalos oldal